# Vanessza
A Vanessza angol eredetű női név, Jonathan Swift irodalmi névalkotása Esther Vanhomrigh nevéből. A hölggyel Swift 1708-ban találkozott. A nevet úgy alkotta, hogy Vanhomrigh vezetéknévből leválasztotta a "Van" szót és ezt kötötte össze a Eszter keresztnév becézett formájával, az Essával. Az is elképzelhető, hogy Swift a nevet Phanessa misztikus istennő nevéből származtatta. 1726-ban jelent meg a név először nyomtatásban a Cadenus és Vanessa című műben, amely Swift Vanhomrighal való kapcsolatáról szóló verseskötet.

## Gyakorisága
Az 1990-es években szórványos név, a 2000-es években a 29-54. leggyakoribb női név.

## Névnapok
- május 24.[2]

## Híres Vanesszák
- Vanessa Amorosi ausztrál énekesnő
- Vanessa Carlton amerikai énekesnő
- Vanessa Hudgens amerikai énekesnő, színésznő
- Vanessa Williams amerikai énekesnő, színésznő, az első fekete Miss America
- Vanessa Mae hegedűművész
- Vanessa Morgan kanadai énekesnő, színésznő
- Vanessa Paradis francia énekesnő, színésznő
- Vanessa Redgrave angol színésznő